# Kong Anguo

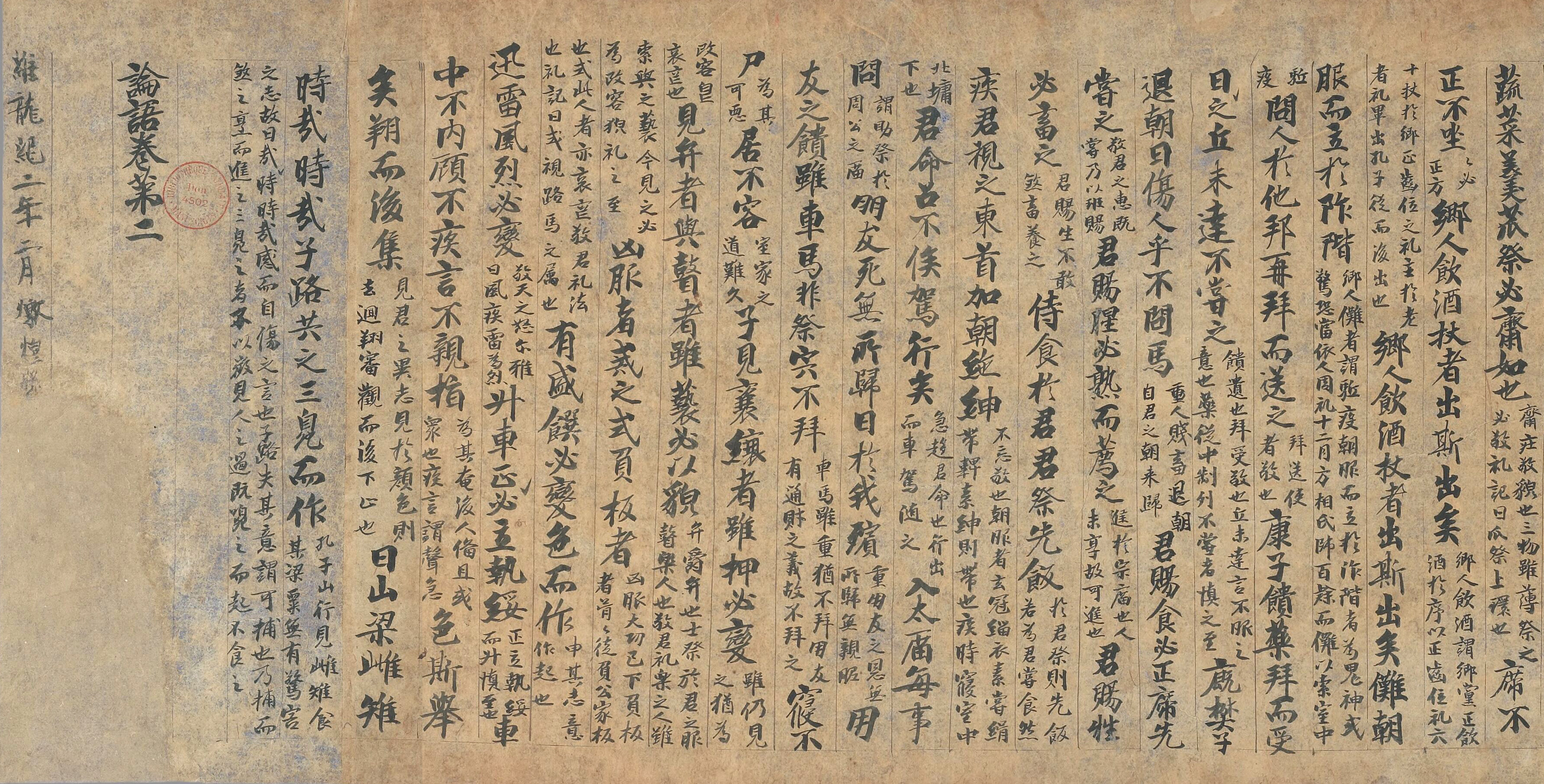
Fragment rękopisu Dialogów Konfucjańskich z tekstem ustalonym przez Kong Anguo i komentarzem Zheng Xuana odnaleziony w Jaskiniach Mogao. Datowany era Longji, rok drugi (czyli 890 n.e.), mógł być jednak przepisany w połowie VIII w. Bibliothèque nationale

Kong Anguo (daty urodzenia i śmierci nieznane) – chiński uczony z czasów Zachodniej Dynastii Han, pochodzący z Qufu potomek Konfucjusza w 10. pokoleniu. Jeden z czołowych twórców tzw. szkoły starych tekstów w obrębie konfucjanizmu, odegrał istotną rolę w ich rozpropagowaniu.
Autor takich prac, jak Guwen Shangshu Zhuan (古文尚书传), Lunyu Xunjie (论语训解), Guwen Xiaojing Zhuan (古文孝经传), Kongzi Jiayu (孔子家语) i innych. Jego uczniem był Sima Qian, autor Zapisków Historyka, który uważał Konga za najwybitniejszego uczonego.